# Skandar Keynes
 Skandar Amin Casper Keynes, más conocido como Skandar Keynes (Camden, Londres, Inglaterra, 5 de septiembre de 1991), es un actor británico, más conocido por su papel de Edmund Pevensie, en la serie de películas de Las crónicas de Narnia. Es un consejero político en Londres, retirándose del mundo de la actuación en 2010.

## Biografía
Iskandar (Skandar) Amin Casper Keynes, es hijo de Marie Zelfa Cecil Hourani y del escritor Randal Keynes. Tiene una hermana mayor llamada Soumaya Anne Keynes, nacida en agosto de 1989. Por parte de madre, Keynes es de ascendencia libanesa, persa y turca. El nombre Skandar es pashtún, que corresponde al griego "Alejandro". El pashtún es una lengua iraní como el idioma persa, y corresponde a Iskander, en árabe. A Keynes y a su hermana se les niega el derecho a la ciudadanía libanesa, ya que a las mujeres libanesas no se les permite transmitir su nacionalidad a sus hijos, por lo tanto no tiene derecho a los servicios públicos de la nación, o a recibir legalmente su herencia familiar del país que considera su segundo hogar. Sus abuelos maternos son Furugh Afnan y Cecil Fadlo Hourani.
Su abuelo materno, es un famoso escritor descendiente de libaneses, y hermano de Albert Hourani, también un conocido escritor y profesor. Por parte de padre, Skandar es tátara-tátara-nieto del científico Charles Darwin, sobrino-bisnieto del economista John Maynard Keynes y sobrino del historiador y profesor de Cambridge, Simon Keynes. Su hermana mayor, Soumaya Keynes, ha aparecido en varias producciones para la BBC Radio 4.
Keynes asistió a la Anna Scher Theatre School de 2000 a 2005. Desde el 2006 estudió en el colegio City of London School (colegio privado solo para varones), donde también estudiaba Daniel Radcliffe, protagonista de la saga cinematográfica Harry Potter. Después estudió en la Universidad de Cambridge, en Pembroke College para hacer estudios de Árabe e Historia de Oriente Medio. El 25 de junio de 2014 se graduó.
Keynes actualmente reside en Highbury y Redbrige, Londres.

## Filmografía
| Año  | Título                                                         | Papel                     | Notas                                               |
| ---- | -------------------------------------------------------------- | ------------------------- | --------------------------------------------------- |
| 2010 | Las crónicas de Narnia: la travesía del viajero del alba       | Edmund Pevensie           | Protagonista                                        |
| 2008 | Las crónicas de Narnia: el príncipe Caspian: T4 Film Special   | Edmund Pevensie           | Especial de televisión. Detrás de escenas (23 min.) |
| 2008 | Las crónicas de Narnia: el príncipe Caspian                    | Edmund Pevensie           | Protagonista                                        |
| 2005 | The Chronicles of Narnia: The Lion, the Witch and the Wardrobe | Edmund Pevensie           | Protagonista                                        |
| 2003 | Ferrari                                                        | Enzo Ferrari a los 8 años | Película para televisión                            |
| 2001 | Queen Victoria died in 1901 and is still alive today           | Niño abandonado           | Documental                                          |